# 新杜布尔季
新杜布尔季是拉脱维亚尤尔马拉市的一个住宅区和街区。

## 历史
1870年代，该地区附近修建了铁路，使得该村人口在逐渐的外流，铁路连接了津塔里和布尔杜里。

## 建筑设施

### 新杜布尔季中学
新杜布尔季中学是一所位于该街区的学校。它由I. Felsko于1870年建造。1960年代，学校被拆除。然而，它于1969年重建。1992年，学校更名为尤尔马拉市新杜布尔季中学。

### 新杜布尔季站
新杜布尔季站是托尔尼亚卡尔内斯-图库姆斯铁路上的一个火车站。